# Pico Rivera
Pico Rivera es una ciudad ubicada en el condado de Los Ángeles, California, Estados Unidos. Tiene una población estimada, a mediados de 2021, de 60 764 habitantes.

## Geografía
La ciudad está ubicada en las coordenadas 33°59′22″N 118°5′21″O / 33.98944, -118.08917 (33.989524, -118.089295). Según la Oficina del Censo, tiene un área total de 23.06 km², de la cual 21.54 km² corresponden a tierra firme y 1.52 km² están cubiertos de agua.

### Localidades adyacentes
El siguiente diagrama muestra a las localidades en un radio de 8 kilómetros (5 mi) de Pico Rivera. 

## Demografía

### Censo de 2020
Según el censo de 2020, en ese momento la ciudad tenía una población de 62 088 habitantes. El 21.31% de los habitantes eran blancos, el 0.82% eran afroamericanos, el 2.66% eran amerindios, el 3.63% eran asiáticos, el 0.11% eran isleños del Pacífico, el 44.62% eran de otras razas y el 26.85% eran de una mezcla de razas. Del total de la población, el 90.60% eran hispanos o latinos de cualquier raza.

### Censo de 2000
Según la Oficina del Censo, en 2000 los ingresos medios de los hogares de la localidad eran de $41,564 y los ingresos medios de las familias eran de $45,422. Los hombres tenían ingresos medios por $29,397 frente a los $24,491 que percibían las mujeres. Los ingresos per cápita para la localidad eran de $13,011. Alrededor del 12.6% de la población estaba por debajo del umbral de pobreza.

### Estimación 2017-2021
De acuerdo con la estimación 2017-2021 de la Oficina del Censo, los ingresos medios de los hogares de la localidad son de $78,056 y los ingresos medios de las familias son de $84,136. Los ingresos per cápita en los últimos doce meses, medidos en dólares de 2021, son de $27,225. Alrededor del 10.0% de la población está por debajo del umbral de pobreza.